# گیلانشاه حنایی
گیلانشاه حنایی >   (نام علمی: Limosa lapponica) نام یک گونه پرنده از سرده گیلانشاه‌های نوک‌راست است.